# G4 (乐团)

G4 同名专辑封面

G4 是自 X-Factor 电视节目出名的歌唱团体。成员包括 Jonathan Ansell，Matthew Stiff，Mike Christie 和 Ben Thapa。
G4乐团主要的作品是用歌剧风格演唱的流行歌曲，包括波希米亚狂想曲（Bohemian Rhapsody），爬虫（Creep）和 Everybody Hurts，以及现代歌剧比如今夜无人入睡（Nessun Dorma）。
在波希米亚狂想曲的表演中，Ansell 还模仿了歌词中所提到的用枪瞄准自己的头的场景。
有一個曾被樂迷提及的巧合是：若將團名的G字母上推一個，即變成了臺灣男子團體F4。